# Championnat d'Irlande de football 1978-1979
Navigation
Édition précédente Édition suivante
Le Championnat d'Irlande de football en 1978-1979. Nouveau titre de champion pour Dundalk FC, le cinquième au total.

## Les 16 clubs participants
- Cork Alberts
- Athlone Town
- Bohemians FC
- Cork Celtic FC
- Drogheda United
- Dundalk FC
- Finn Harps
- Galway Rovers
- Home Farm FC
- Limerick FC
- St. Patrick's Athletic FC
- Shamrock Rovers
- Shelbourne FC
- Sligo Rovers
- Thurles Town
- Waterford United

## Classement
| Place | Club                      | Points | Victoires | Nuls | Défaites | Buts pour | Buts contre | Différence |
| ----- | ------------------------- | ------ | --------- | ---- | -------- | --------- | ----------- | ---------- |
| 1er   | Dundalk FC                | 45     | 19        | 7    | 4        | 57        | 25          | +32        |
| 2e    | Bohemians FC              | 43     | 18        | 7    | 5        | 53        | 21          | +32        |
| 3e    | Drogheda United*          | 42     | 17        | 6    | 7        | 60        | 40          | +20        |
| 4e    | Waterford United          | 42     | 17        | 8    | 5        | 48        | 32          | +16        |
| 5e    | Shamrock Rovers           | 37     | 17        | 3    | 10       | 45        | 25          | +20        |
| 6e    | Limerick FC*              | 36     | 13        | 9    | 8        | 39        | 25          | +14        |
| 7e    | Athlone Town              | 35     | 14        | 7    | 9        | 56        | 41          | +15        |
| 8e    | Finn Harps*               | 34     | 15        | 6    | 9        | 56        | 41          | +15        |
| 9e    | Home Farm FC              | 33     | 13        | 7    | 10       | 47        | 33          | +14        |
| 10e   | Sligo Rovers              | 25     | 9         | 7    | 14       | 35        | 40          | -5         |
| 11e   | Cork Alberts              | 23     | 7         | 9    | 14       | 35        | 49          | -14        |
| 12e   | Thurles Town*             | 23     | 8         | 5    | 17       | 35        | 62          | -27        |
| 13e   | Shelbourne FC             | 21     | 6         | 9    | 15       | 41        | 58          | -17        |
| 14e   | St. Patrick's Athletic FC | 20     | 7         | 6    | 17       | 36        | 62          | -26        |
| 15e   | Galway Rovers             | 13     | 4         | 5    | 21       | 41        | 79          | -38        |
| 16e   | Cork Celtic FC*           | 8      | 3         | 5    | 22       | 16        | 67          | -51        |

(*) Drogheda gagne 2 points retirés à Finn Harps. Thurles Town gagne 2 points retirés à Cork Celtic. Limerick gagne 1 point retiré à Cork Celtic

## Source
- (en) Alex Graham, Football in the Republic of Ireland : a Statistical Record 1921–2005, Soccer Books Ltd, novembre 2005, 142 p. (ISBN 978-1862231351).